# Rock britannique
Sous-genres
Voir liste des genres de rock, genre de rock
Le rock britannique désigne différents genres musicaux ayant émergé au Royaume-Uni. À la fin des années 1950, le rock 'n' roll, après avoir conquis les États-Unis, commence à gagner le Royaume-Uni, donnant naissance au rock britannique, parfois appelé rock anglais, même si le terme est impropre, puisqu'on rassemble communément sous ce vocable l'ensemble du rock des nations constitutives du Royaume-Uni. Des chanteurs comme Cliff Richard, Tommy Steele, Billy Fury, Marty Wilde ou Adam Faith, et des groupes aussi, comme The Shadows imposent un style très proche de celui défendu par leurs idoles américaines, non sans talent souvent.
Un phénomène musical est né, qui ne tarde pas à connaître un succès de plus en plus large. Des concerts sont organisés à Londres, puis dans les coins les plus reculés du Royaume-Uni. La radio contribue à populariser ces jeunes vedettes, puis la télévision (Ready Steady Go !). Des journaux prennent le relais, comme Sounds, Melody Maker, New Musical Express… Des festivals sont mis sur pied, notamment les fameux festivals de l'île de Wight, mais aussi Glastonbury et le précurseur, le National Jazz & Blues Festival, à partir de 1961.
Les jeunes britanniques approfondissent leur culture musicale, du côté du blues, notamment, mais aussi du jazz et du folk. Au début des années 1960, le Royaume-Uni voit naître une multitude de groupes de rock : The Beatles, The Rolling Stones, The Who, The Kinks, John Mayall & the Bluesbreakers, The Animals, The Dave Clark Five, puis Pink Floyd, Genesis, Led Zeppelin, Deep Purple, Black Sabbath, Queen, les Sex Pistols, The Clash, Motörhead, Iron Maiden, Fleetwood Mac, The Police, et plus récemment Oasis, Radiohead, Muse, Coldplay, Arctic Monkeys etc. Très vite, ces groupes s'affranchissent de leurs influences d'origine pour créer leur style propre.

## Histoire

### Débuts dans les années 1950

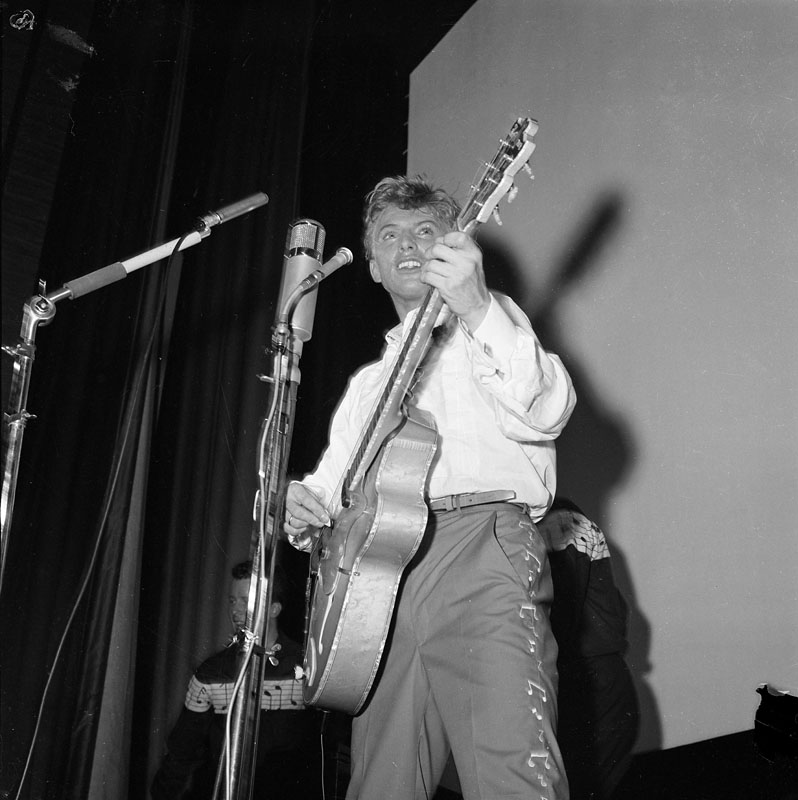
Tommy Steele, un des premiers rockers britanniques.

Dans les années 1950, le Royaume-Uni est bien placé pour recevoir le rock 'n' roll et la culture américaine. Ils partagent la même langue, ont été exposés à la culture américaine à travers le stationnement de troupes dans le pays pendant la Seconde Guerre mondiale et ont partagé de nombreux développements sociaux, y compris l'émergence de cultures distinctes telles que les Teddy Boys. Le trad jazz devient populaire et les musiciens qui le pratiquent s'inspirent des styles musicaux américains comme le boogie-woogie et le blues. Au même moment, le public britannique découvre le rock 'n' roll américain à travers les films Graine de violence (1955) et Rock Around the Clock (1956). La chanson Rock Around the Clock de Bill Haley & His Comets, présente sur les deux films, arrive en tête des classements de ventes en 1955 et 1956, mettant en lien rock 'n' roll et délinquance juvénile. Les artistes américains suivants (Elvis Presley, Little Richard et Buddy Holly) deviennent les places fortes de ces classements. Les tournées de Bill Haley, Gene Vincent et Eddie Cochran dans le pays accentuent cet engouement et suscitent des vocations.
Dans un premier temps, de jeunes idoles les copient, puis des artistes plus populaires, tels que Wee Willie Harris et Tommy Steele, font leur apparition. Mais c'est en 1958 que le premier « vrai » morceau de rock 'n' roll est produit avec Move It de Cliff Richard. Atteignant la deuxième place du classement des ventes, il devient une star, entraînant avec lui d'autres artistes dans la lumière. L'émission Oh Boy révèle ainsi Marty Wilde et Adam Faith tandis que Billy Fury, Joe Brown et Johnny Kidd & The Pirates, avec Shakin' All Over notamment, deviennent des standards du rock 'n' roll.

### Ascension des années 1960

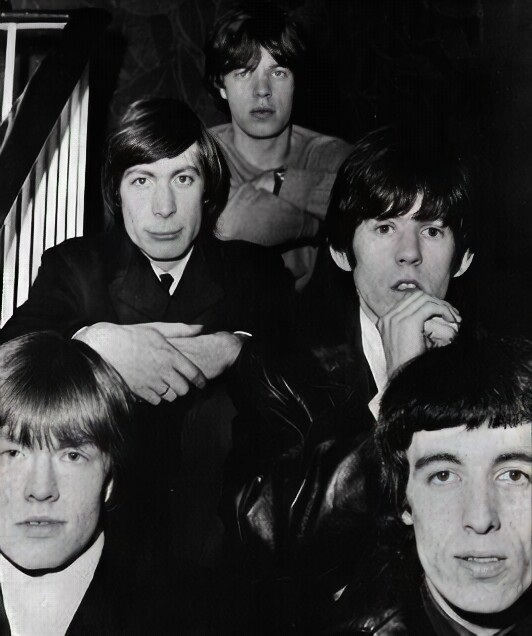
Les Rolling Stones en 1965.

À la fin des années 1950, le Royaume-Uni voit émerger de nombreux groupes dans plusieurs grandes villes comme Liverpool, Manchester, Birmingham et Londres, provoquant au passage le déclin de la scène skiffle. Ces groupes sont encore fortement influencés par leurs homologues américains (les Beatles s'inspirent de Buddy Holly and the Crickets pour leur nom), mais aussi par d'anciens du Royaume comme The Shadows. En 1962, les Beatles remportent un succès national et d'autres artistes de Liverpool parviennent à suivre leurs pas dans les classements. Gerry & The Pacemakers, The Searchers et Cilla Black font partie de ceux-là. Cependant, des groupes de tout le pays apparaissent avec The Spencer Davis Group et The Moody Blues de Birmingham, The Animals de Newcastle, Van Morrison de Belfast, Freddie and the Dreamers, Herman's Hermits et The Hollies de Manchester, et bien évidemment la scène londonienne avec The Dave Clark Five, surnommés Tottenham Sound du nom du quartier, les Rolling Stones, The Kinks et The Yardbirds. Une grande majorité de ces groupes, dont le format standard est une guitare solo, une guitare rythmique, une basse, une batterie et parfois un clavier, feront partie de la British Invasion après 1964.
En parallèle de la musique beat des années 1950 et début des années 1960, une scène « blues britannique » se développe qui recrée les sons du rhythm and blues américain et des bluesmen Robert Johnson, Howlin' Wolf et Muddy Waters. Initialement mené par Alexis Korner et Cyril Davies, le mouvement atteint son apogée dans les années 1960, avec un style distinctif, dominé par la guitare électrique, grâce aux stars internationales que sont les Rolling Stones, The Yardbirds, Eric Clapton, Fleetwood Mac et Led Zeppelin. Ils passent du blues rock à d'autres formes de musique rock, améliorant sans cesse leur virtuosité technique et leurs capacités d'improvisation. En conséquence, de nombreux sous-genres du rock tels que le rock psychédélique et le heavy metal voient le jour.

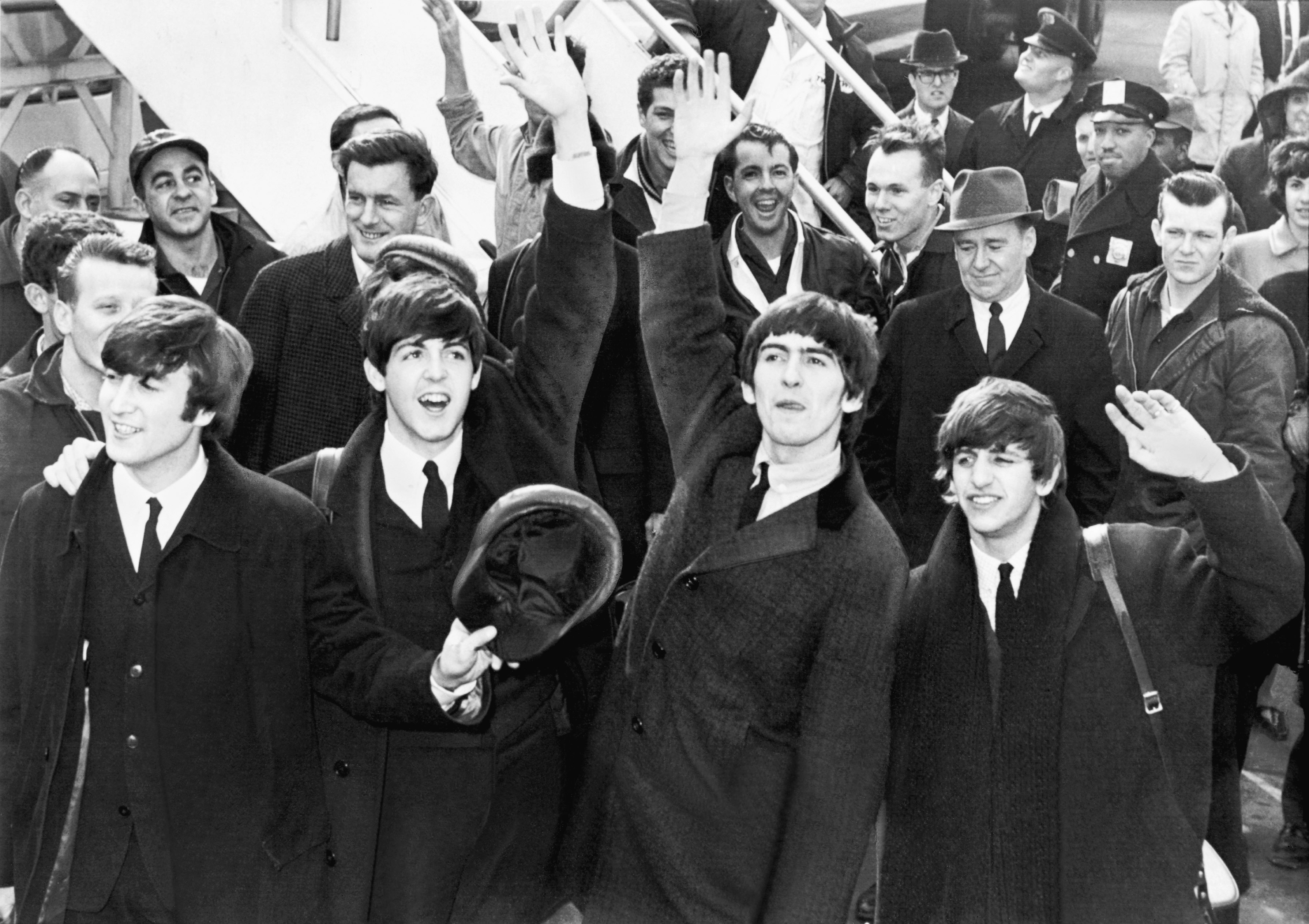
Les Beatles à l'assaut des États-Unis en 1964.

Les Beatles sont plus influencés par la soul et le son Motown. Leur succès populaire en Grande-Bretagne au début des années 1960, notamment grâce à leur influence stylistique et à leurs techniques de production, les envoie le 7 février 1964 aux États-Unis, où leur arrivée est très suivie et décrite comme « non plus la British Invasion mais la Beatlemania ». Quelques jours plus tard, ils participent à l'émission The Ed Sullivan Show devant plus de soixante-quinze pour cent des Américains, ce qui marque le début du succès pour le groupe dans les « charts » jusqu'à leur séparation. Le 4 avril 1964, ils détiennent même les cinq premières places du Billboard Hot 100, la seule fois à ce jour que cet acte est accompli,. Au cours des deux années suivantes, les groupes Peter and Gordon, The Animals, Manfred Mann, Petula Clark, Freddie and the Dreamers, Wayne Fontana and the Mindbenders, Herman's Hermits, The Rolling Stones, The Troggs et Donovan ont au moins un single numéro un outre-Atlantique. The Who, The Kinks et The Dave Clark Five font également partie de cette « invasion ». Tous ces artistes, qui ont connu le succès au Royaume-Uni, influencent la mode, les coupes de cheveux et les mœurs des années 1960 de ce qui devient la contre-culture. Les médias américains proclament alors l'Angleterre comme le centre de la musique et de la mode. Ce succès, celui des Beatles en particulier, oblige de nombreux groupes américains à développer leur son et leur style pour revitaliser la musique américaine. La croissance de l'industrie de la musique britannique et son rôle toujours plus important dans la culture populaire avant-gardiste mondiale lui permettent de découvrir et d'établir de nouveaux artistes rock venus d'autres pays comme Jimi Hendrix et Bob Marley dans les années 1970.
La musique psychédélique, un style inspiré ou influencé par la culture psychédélique qui tente de reproduire et d'améliorer l'expérience psychotrope de drogues hallucinogènes, prend ses racines dans le blues rock et le folk progressif. Elle y ajoute des musiques non-occidentales telles que le râga, de nouveaux instruments comme la sitar, des effets de studio, de longs passages instrumentaux et des paroles surréalistes. Apparu au cours des années 1960 avec The Incredible String Band, Donovan, The Moody Blues, Small Faces, The Move, Traffic, Cream et Pink Floyd, le rock psychédélique assure la transition entre le blues rock et le rock progressif, l'art rock, le rock expérimental, le hard rock et l'heavy metal qui sont les courants majeurs des années 1970.

### Nouveaux genres des années 1970

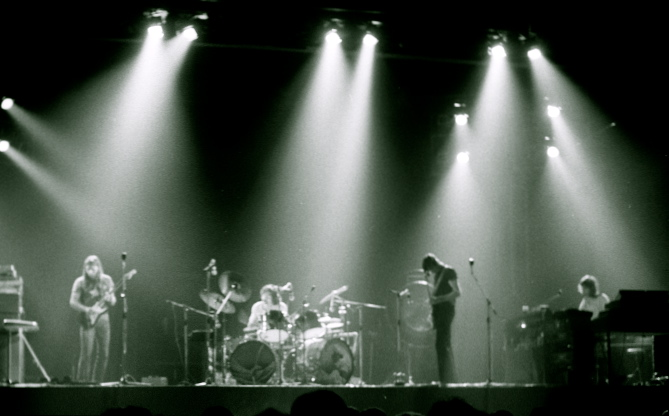
Pink Floyd sur scène en 1973.

Le folk électrique est le nom donné au folk rock pionnier en Angleterre à la fin des années 1960, en particulier avec le groupe Fairport Convention. Ce style, mélangeant musique traditionnelle anglaise et musique électrique, devient proéminent dans les années 1970 quand il est repris par des groupes tels que Pentangle, Steeleye Span et Albion Band. Développé autour des cultures celtiques de la Bretagne, puis amélioré par des artistes comme Alan Stivell, Malicorne ou Horslips, il donne naissance à de nouveaux sous-genres tels que le rock celtique, le medieval rock, le punk folk et le folk metal.
En parallèle, le progressif ou prog rock se développe aussi à partir de la fin des années 1960 s'appuyant sur le blues rock et le rock psychédélique. Dominé par les groupes britanniques, il fait partie des tentatives pour élever la crédibilité artistique du rock, en repoussant les limites techniques et de composition du rock en allant au-delà des structures standards de la chanson de base « couplet-refrain ». Les arrangements incorporent souvent des éléments tirés du classique, du jazz et des musiques du monde. Les parties instrumentales sont courantes, tandis que les chansons ont des paroles parfois conceptuelles, abstraites, ou basées sur le fantasme. Les groupes de rock progressif utilisent des album-concepts généralement pour raconter une épopée ou s'attaquer à un thème global. L'album In the Court of the Crimson King de King Crimson en 1969 est souvent considéré comme le début du rock progressif, aidant son adoption généralisée dans les années 1970 avec des groupes comme Yes, Genesis, Pink Floyd, Jethro Tull, Soft Machine, Electric Light Orchestra, Procol Harum, Hawkwind, et Emerson, Lake and Palmer. Le genre est à son apogée au milieu des années 1970 malgré les critiques mitigées reçues et le début du mouvement punk.
Un peu après, le glam ou rock à paillettes se développe au Royaume-Uni au début des années 1970 et se caractérise par des tenues, du maquillage, des coiffures, des bottes à semelles « scandaleux ». Les pionniers du genre sont Queen, David Bowie, Roxy Music, Mott the Hoople, Marc Bolan et T.Rex. D'autres groupes dominent le marché de la musique populaire de l'époque, tels que Slade, Wizzard, Mud et Sweet. L'image du brillant est poussé à ses extrêmes limites par Gary Glitter et The Glitter Band. Le glam rock se confine au Royaume-Uni avec un pic au milieu des années 1970 avant de disparaître avec le punk rock et les tendances new wave. Le pub rock est une tendance de courte durée qui a laissé une influence durable sur la scène musicale britannique, en particulier dans le punk rock. Ce mouvement réagit contre le glam rock pailleté de David Bowie et Gary Glitter et culmine dans les années 1970. Il se développe dans les grands pubs du nord de Londres. Le précurseur serait le groupe américain Eggs over Easy qui joue au Tally Ho! dans Kentish Town. Les groupes affluent par vague avec Brinsley Schwarz, Ducks Deluxe et Bees Make Honey en premier, puis Kilburn and the High Roads, Ace et Chilli Willi and the Red Hot Peppers et enfin Dr. Feelgood, The Winkies et Sniff 'n' the Tears.

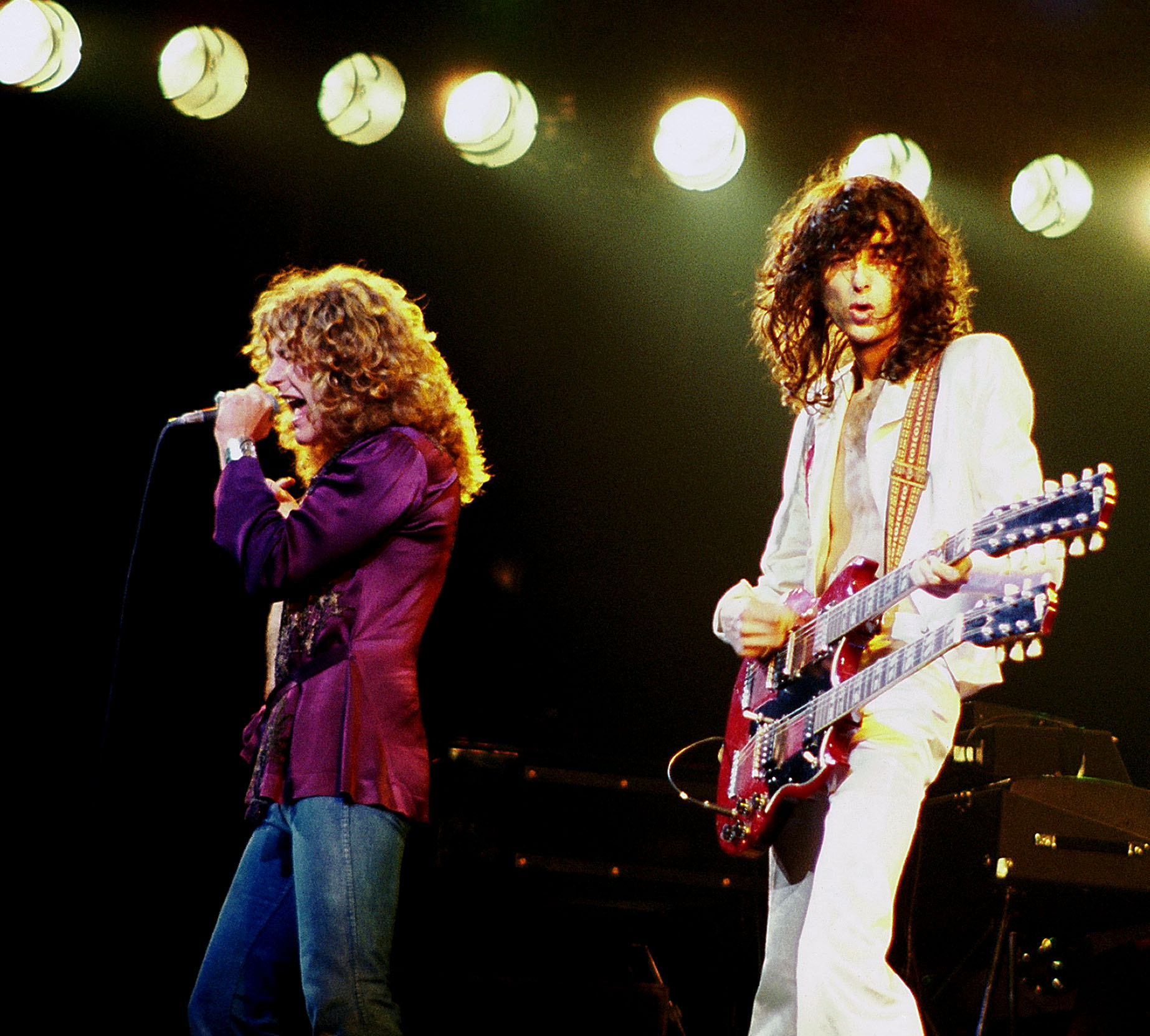
Jimmy Page et Robert Plant de Led Zeppelin sur scène en 1977.

Mais le genre prépondérant des années 1970 qui a ses racines dans le blues rock, le rock psychédélique et le garage rock est le heavy metal, que les groupes développent autour d'un son épais et puissant, caractérisé par des basses rythmiques, une distorsion très amplifiée, de longs solos de guitare, des beats énergiques et un bruit plus fort que tout. Les paroles et les interprétations sont souvent inspirées de fantasy et de science-fiction et sont généralement associées à la masculinité et au machisme,. Les trois pionniers du heavy metal sont Led Zeppelin, Black Sabbath et Deep Purple attirent un public conséquent et obtiennent des ventes records. Les groupes suivants, que sont Judas Priest, Motörhead et Rainbow, apportent plus de punk rock et mettent l'accent sur la vitesse ouvrant la porte à une déferlante mondiale d'artistes du genre à la fin des années 1970 et au début des années 1980, surnommée la New wave of British heavy metal, avec entre autres Iron Maiden, Vardis, Saxon et Def Leppard. Cette vague donne naissance à plusieurs nouveaux sous-genres du métal à travers le monde, tels que le thrash metal et le death metal aux États-Unis, le black metal et le power metal en Europe continentale. Le Royaume-Uni participe encore à cette émergence à travers le doom metal et le metal gothique avec Paradise Lost, My Dying Bride et Anathema, le grindcore ou grind, hybride de death metal et punk hardcore, avec Napalm Death, Extreme Noise Terror, Carcass et Sore Throat.
Au même moment, le punk rock débarque entre 1974 et 1976, en provenance de États-Unis au départ, avec ses racines provenant du garage rock et du protopunk,. Les Ramones sont ainsi généralement considérés comme le premier groupe punk à partir de 1976, puis repris en Grande-Bretagne par d'autres artistes comme les Sex Pistols et The Clash, en particulier à Londres. Ils deviennent l'avant-garde d'un nouveau mouvement musical et culturel, mêlant paroles, sons et styles vestimentaires agressifs associés à des idéologies anti-autoritaristes. Avec sa culture du DIY (Do It Yourself), le punk rock est omniprésent dans le monde en 1977 et est devenu un important phénomène culturel international. Cependant, dès 1978, le punk se transforme en new wave et autres mouvements post-punk. Cette nouvelle influence apporte des groupes comme XTC, Squeeze et Nick Lowe, Gary Numan, ou encore Elvis Costello, Pretenders, The Police, The Specials et Madness. En parallèle de la new wave qui touche le grand public, d'autres artistes moins commerciaux et plus sombres participent au mouvement post-punk. Comme la new wave, ils intègrent des influences comprenant tout autant la musique électronique, le dub jamaïcain et le funk américain. Les groupes The Smiths, Orange Juice, The Psychedelic Furs, The Fall, Siouxsie and the Banshees, The Lords of the New Church, Joy Division, Killing Joke, Echo & the Bunnymen, The Cure, Bauhaus, Magazine, Wire, The Jesus and Mary Chain et Tubeway Army sont un élément majeur dans la création du rock alternatif et du rock gothique.
À la fin des années 1970, le punk folk ou rogue folk, mélange de musique folk et de punk rock, est mis au point par The Pogues, obtenant un certain succès auprès du grand public dans les années 1980. Largement adopté par la diaspora celtique en Amérique du Nord et en Australie, ils incluent relativement peu de musique traditionnelle mais effectuent leurs propres compositions en utilisant des instruments folkloriques supplémentaires, y compris de la mandoline, de l'accordéon, du violon et du banjo, tandis que d'autres ajoutent des chants de marins et de la musique gitane. The Men They Couldn't Hang, New Model Army, Oysterband, The Levellers, Billy Bragg sont parmi les artistes les plus connus du genre.

### Électronique et indépendance des années 1980

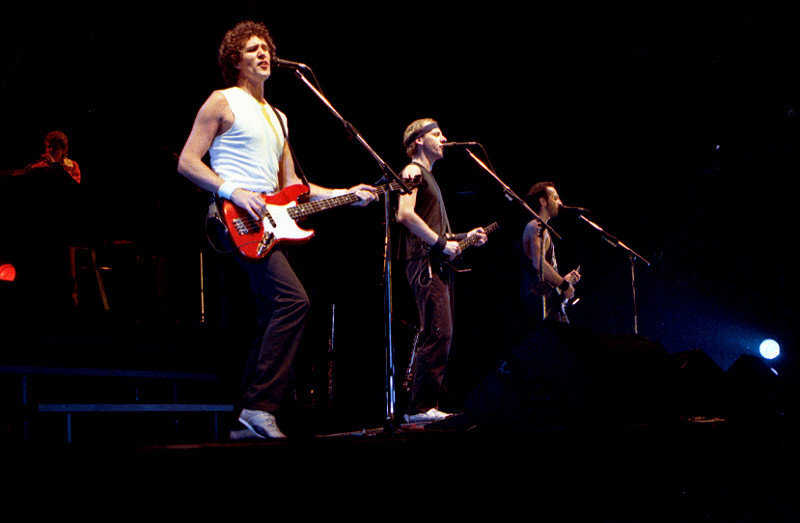
Dire Straits sur scène en 1985.

De nombreux groupes de rock progressif incorporent des synthétiseurs dans leur son, y compris les Pink Floyd, Yes et Genesis. Les arrangements de ballade, la percussion métronome et l'usage intensif du synthétiseur ARP Odyssey dans le single Hiroshima Mon Amour, publié en octobre 1977 par Ultravox, en fait un prototype de la Synthpop. D'autres groupes suivent peu après, y compris Tubeway Army qui abandonne son image punk rock pour attraper le train en marche. Ils atteignent ainsi le sommet des charts au Royaume-Uni à l'été 1979 avec le single Are 'Friends' Electric?. Cela incite le chanteur Gary Numan à suivre la même voie en sortant son album solo The Pleasure Principle, inspiré par Kraftwerk. Adoptés par la suite par les Nouveaux Romantiques, les synthétiseurs dominent la pop et le rock du début des années 1980. Les albums Visage de Visage (1980), Metamatic de John Foxx  (1980), Telekon de Gary Numan (1980), Vienna d'Ultravox (1980), Dare de The Human League  (1981) et Speak and Spell de Depeche Mode (1981) sont des références du genre. Le Nouveau Romantisme émerge dans les boîtes de nuit new wave à Londres. Influencé par David Bowie et Roxy Music, il développe des modes glam rock, gagnant son nom de la chemise à froufrous du premier romantisme. Basée sur une large utilisation de synthétiseurs, les pionniers Visage, Japan et Ultravox sont parmi les groupes ayant le plus de succès, suivis par Adam and the Ants, Culture Club, The Human League, Spandau Ballet et Duran Duran. Vers 1983, le mouvement est dissous et les artistes abandonnent la plupart des éléments vestimentaires pour le reste de leur carrière.
Depuis sa création en 1981 aux États-Unis, la chaîne câblée de musique MTV met en vedette une quantité impressionnante de vidéoclips et d'images sur les artistes britanniques. À l'automne de 1982, I Ran (So Far Away) du groupe A Flock of Seagulls entre dans le top 10 du Billboard Hot 100, son succès étant dû presque intégralement à la vidéo. La chanson Money for Nothing de Dire Straits se moque d'ailleurs de MTV qui a largement contribué à fabriquer ces stars internationales du rock. En 1983, cela atteint une telle proportion qu'un tiers des ventes de disques aux États-Unis proviennent d'artistes britanniques. Le magazine Newsweek affiche à la une Annie Lennox de Eurythmics et Boy George de Culture Club, tandis que Rolling Stone sort un numéro England Swings. En avril 1984, 40 des 100 meilleurs singles sont britanniques, tout comme 8 singles du top 10 en mai 1985. Le journaliste vétéran Simon Reynolds estime que similairement à la British Invasion, la présence de noirs américains contribue à stimuler le succès. De plus, ils amènent de la couleur et de l'énergie à la musique pop tandis que les journalistes de rock y étaient généralement hostiles de peur que cela joue plus sur l'image que sur le contenu.

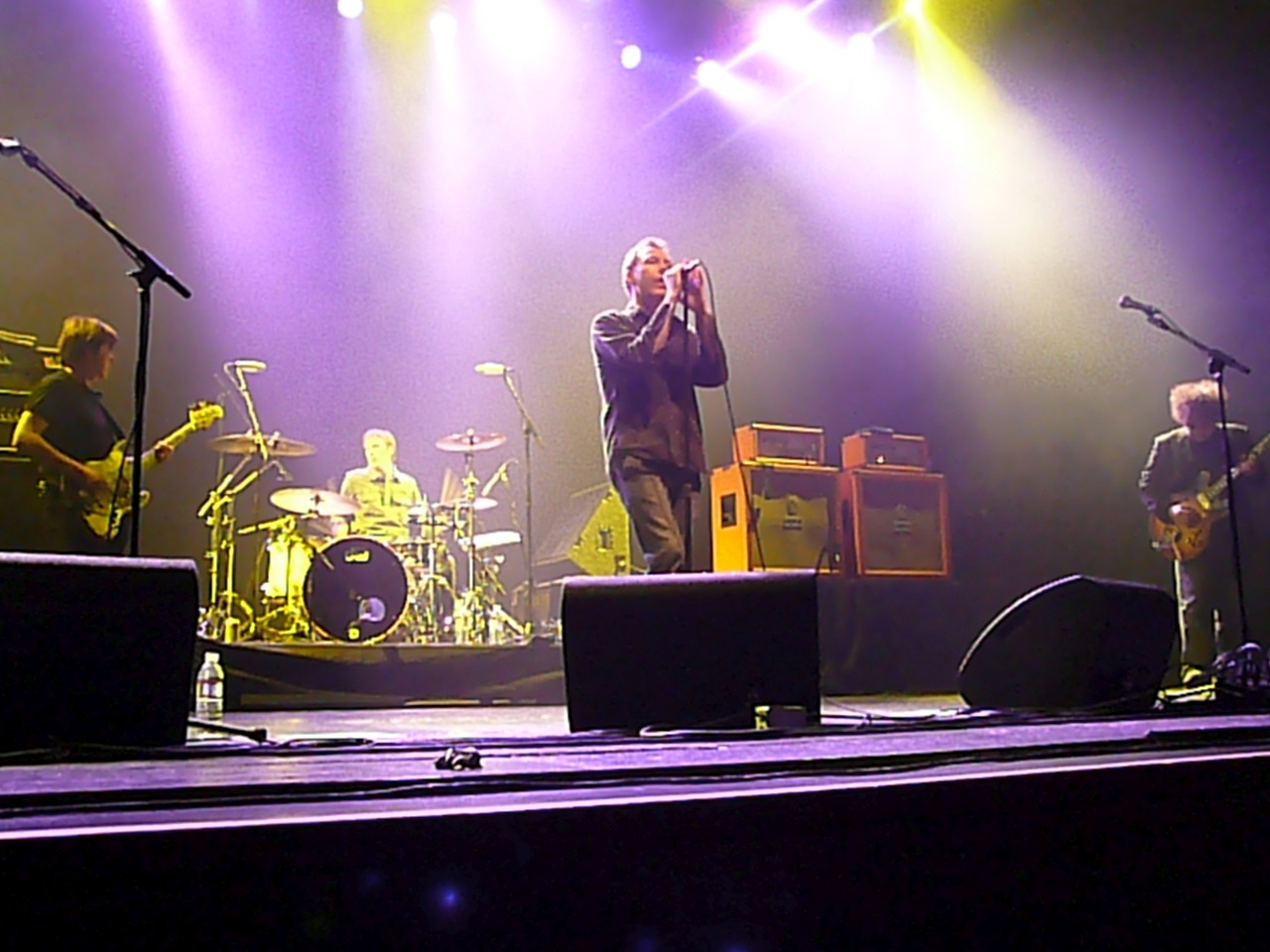
The Jesus and Mary Chain.

En parallèle, les États-Unis voient émerger le rock indépendant ou rock alternatif outre-Atlantique, puisant ses racines du post-punk et de la new wave. Évitant les grandes maisons de disques pour garder le contrôle de leur propre musique et en s'appuyant sur des scènes locales ou nationales, un certain nombre d'artistes indépendants se fondent dans la masse, tels que Aztec Camera, Orange Juice, The Smiths, The Housemartins et James. D'autres formes de rock alternatif développées au Royaume-Uni au cours des années 1980, Jesus and Mary Chain qui noie ses mélodies pop dans des murs de guitare et New Order qui naît de la disparition de Joy Division en expérimentant des musiques techno et house, menant à l'indie dance. Jesus and Mary Chain, Dinosaur Jr et le groupe de dream pop Cocteau Twins conduisent au mouvement shoegazing des années 1980. Celui-ci voit le jour quand Cocteau Twins, The Chameleons, The Passions, Dif Juz, Lowlife et A.R. Kane fusionnent post-punk et heavenly voices. Le label 4AD est souvent associé à cette mouvance musicale mais d'autres y participent (Creation Records, Projekt Records, Fontana, Bedazzled Records, Vernon Yard et Slumberland Records). Une souche plus agressive et bruyante de la dream pop arrive sous le nom de shoegazing avec l'intensité de post-punk tout en gardant les qualités atmosphériques de leur style musical originel. Lush, Slowdive, My Bloody Valentine, Halo Alison, Chapterhouse, Curve, Levitation et Sonic Youth sont les plus influents.
La scène rock indépendante qui s'est développée à Manchester dans la seconde moitié des années 1980, située au club de The Haçienda et produite par Factory Records, est surnommée madchester. À la fin des années 1980, des groupes comme Happy Mondays, Inspiral Carpets et The Stone Roses deviennent le centre d'attention des médias, avant que World of Twist, New Fast Automatic Daffodils, The High, Northside et Paris Angels ne gagnent l'attention nationale dans les années 1990. Leur période est relativement courte car les Stone Roses se retirent pour des différends contractuels, tandis que Happy Mondays a des difficultés à produire un deuxième album et Factory Records fait faillite en 1992. La presse musicale au Royaume-Uni commence alors à mettre davantage l'accent sur le shoegazing du sud de l'Angleterre et les groupes grunge qui émergent aux États-Unis.
Développé à partir de la scène post-punk à la fin des années 1970, le rock gothique, combine musique sombre et claviers atmosphériques avec des paroles introspectives et mélancoliques. Les groupes notables de ce genre sont Bauhaus, The Sisters of Mercy et Fields of the Nephilim,. Le rock gothique donne lieu à une large culture goth dans les clubs, la mode et de nombreuses publications populaires des années 1980.

### Rock et pop depuis les années 1990

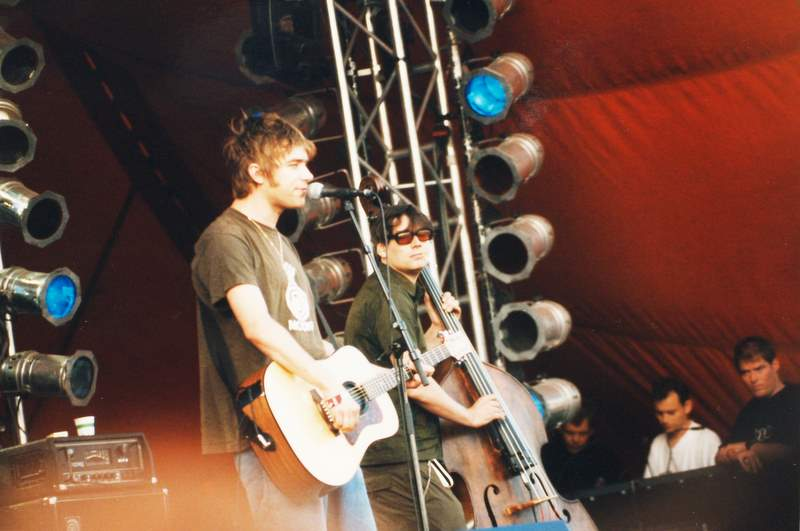
Blur au Roskilde Festival en 1999.

Le post-rock est originaire des albums Laughing Stock de Talk Talk et Spiderland de Slint en 1991 avec un travail expérimental influencé par l'electronica, le jazz et une musique classique minimaliste, abandonnant au passage le format de la chanson traditionnelle en faveur de la musique instrumentale et ambiante. Le terme est utilisé en premier pour décrire l'album Hex de Bark Psychosis (1994), mais est rapidement utilisé pour des groupes tels que Stereolab, Laika, Disco Inferno et Pram. Le groupe écossais Mogwai est également l'un des groupes post-rock les plus influents de la fin du XXe siècle.
Initialement surnommé « C86 » après la sortie de la cassette du NME en 1986, la pop indépendante est caractérisée par des guitares stridentes, un amour de la pop féérique des années 1960 et des paroles innocentes. Il est également inspiré par la scène punk rock DIY, les groupes comme The Pastels, The Shop Assistants et Primal Scream s'installent plus tard aux États-Unis par l'intermédiaire du label K Records. Plusieurs groupes d'origines et de styles différents tels que Riot Grrrl, Nirvana, Manic Street Preachers et Belle and Sebastian ont reconnu son influence.
La britpop émerge de la scène musicale indépendante britannique des années 1990 et se caractérise par l'influence de la pop britannique des années 1960 et 1970. Le mouvement se développe en réaction au phénomène grunge américain du début des années 1990. De nouveaux groupes britanniques tels que Suede et Blur lancent le mouvement en se positionnant et en se basant sur la guitare, référence du passé britannique, et écrit sur des sujets et préoccupations typiquement britanniques. Ils sont bientôt rejoints par Oasis, Pulp, Supergrass et Elastica. Ils forment alors l'épine dorsale d'un vaste mouvement culturel britannique du nom de Cool Britannia. Bien qu'ils soient en mesure d'étendre leur succès commercial à l'étranger, surtout aux États-Unis, le mouvement s'effondre à la fin de la décennie.
Depuis 1997, l'insatisfaction grandit avec le concept de Cool Britannia et comme le mouvement britpop commence à se dissoudre, les groupes émergents commencent à éviter l'étiquette britpop tout en produisant une musique qui en découle,. Beaucoup de ces groupes mélangent du rock britannique traditionnel, en particulier les Beatles, les Rolling Stones et Small Faces, avec des influences américaines, y compris post-grunge,. Les artistes post-britpop comme The Verve, Radiohead, Travis, Stereophonics, Feeder, et notamment Coldplay, ont beaucoup plus de succès international que la plupart des groupes de britpop qui les avaient précédés, étant pour certains les plus grands succès commerciaux de la fin des années 1990 et du début des années 2000,,,.

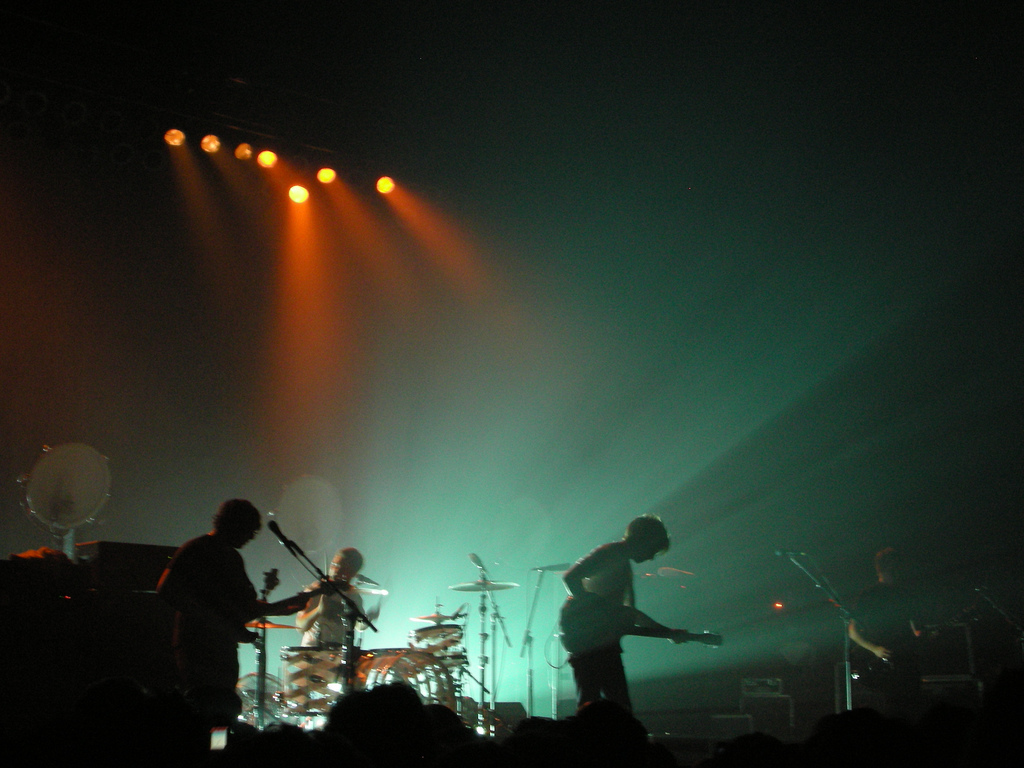
Arctic Monkeys sur scène en 2007.

Dans les années 2000, le rock indépendant britannique connaît une renaissance, qui comme le rock alternatif américain moderne, voit de nombreux groupes tels que Franz Ferdinand, The Libertines et Bloc Party être attirés par les influences post-punk de groupes comme Joy Division, Wire et Gang of Four. Parmi les autres éminents groupes de rock indépendants des années 2000, on trouve Editors, The Fratellis, Placebo, Lostprophets, Razorlight, Keane, Kaiser Chiefs, Muse, Kasabian, The Kooks et Arctic Monkeys, ce dernier se faisant un nom grâce à internet.
Avec l'évolution de la technologie informatique et des logiciels de musique de pointe, il est devenu possible de créer de la musique de haute qualité en utilisant presque uniquement un ordinateur portable. Il en résulte une augmentation massive de productions maison mises à la disposition du grand public via internet. En Grande-Bretagne, la combinaison de l'indie avec le dance-punk est surnommée la new rave dont la publicité est faite par Klaxons, puis reprise et appliquée par le NME à un certain nombre d'autres groupes, comme Trash Fashion, New Young Pony Club, Hadouken!, Late of the Pier, Test Icicles et Shitdisco qui forment une scène avec une esthétique visuelle similaire à la rave music,.

### Ouvrages
- (en) Vladimir Bogdanov, Chris Woodstra et Stephen Thomas Erlewine, All Music Guide to Rock : The Definitive Guide to Rock, Pop, and Soul, Backbeat Books, 9 mai 2002, 1300 p. (ISBN 978-0-87930-653-3)

1. ↑  Bogdanov, Woodstra et Erlewine 2002, p. 532.
2. 1 2  Bogdanov, Woodstra et Erlewine 2002, p. 700.
3. ↑  Bogdanov, Woodstra et Erlewine 2002, p. 316-317.
4. 1 2 3 4 5 6 7  Bogdanov, Woodstra et Erlewine 2002, p. 346-347.

- (en) John Covach et Graeme M. Boone, Understanding Rock : Essays in Musical Analysis, Oxford University Press, 20 novembre 1997

1. ↑  Covach et Boone 1997, p. 60.
2. ↑  Covach et Boone 1997, p. 4.

- (en) Edward Macan, Rocking the classics : English progressive rock and the counterculture, Oxford Paperbacks, 6 mars 1997, 290 p. (ISBN 978-0-19-509888-4)

1. ↑  Macan 1997, p. 68.
2. ↑  Macan 1997, p. 35-36.

1. ↑  (en) Dan O'Sullivan, The Youth Culture, Littlehampton Book Services Ltd, 5 décembre 1974, 96 p. (ISBN 978-0-423-49900-1), p. 38-39.
2. ↑  (en) Theodore Gracyk, I Wanna be Me : Rock Music and the Politics of Identity (Sound Matters), Temple University Press, 19 octobre 2001, 304 p. (ISBN 978-1-56639-903-6, lire en ligne), p. 117-118.
3. ↑  (en) David Hatch et Stephen Millward, From Blues to Rock : An Analytical History of Pop Music (Music & Society), Manchester University Press, 14 septembre 1989, 217 p. (ISBN 978-0-7190-2349-1, lire en ligne), p. 78.
4. ↑  (en) Walter Everett, The Beatles as musicians : the Quarry Men through Rubber Soul, OUP USA, 15 novembre 2001, 472 p. (ISBN 978-0-19-514105-4, lire en ligne), p. 37-38.
5. ↑  (en) Simon Frith, Will Stray et John Street, The Cambridge Companion to Pop and Rock, Cambridge University Press, 16 août 2001, 324 p. (ISBN 978-0-521-55660-6, lire en ligne), p. 81-83, 194-196.
6. ↑  (en) Michael Brocken, The British Folk Revival, 1944-2002 (Ashgate Popular and Folk Music Series), Ashgate Publishing Limited, 19 décembre 2003, 300 p. (ISBN 978-0-7546-3282-5).
7. 1 2 3 4 5  (en) Britta Sweers, Electric folk : the changing face of English traditional music, New York (N.Y.), OUP USA, 20 janvier 2005, 342 p. (ISBN 978-0-19-517478-6).
8. ↑  (en) Britta Sawyers, Celtic Music : A Complete Guide, Da Capo Press, 5 mars 2001, 390 p. (ISBN 978-0-306-81007-7), p. 1-12.
9. ↑  (en) Larry David Smith, Elvis Costello, Joni Mitchell, and the Torch Song Tradition, Greenwood Press, 30 avril 2004, 312 p. (ISBN 978-0-275-97392-6, lire en ligne), p. 132.
10. ↑  (en) Ellen Koskoff, 'Music Cultures in the United States : An Introduction, Routledge, 13 janvier 2005, 448 p. (ISBN 978-0-415-96589-7, lire en ligne), p. 88-91.
11. 1 2  (en) Deena Weinstein, Heavy Metal : A Cultural Sociology, New Lexington Press, 2 décembre 1991, 352 p. (ISBN 978-0-669-21837-4).
12. 1 2  (en) Robert Walser, Running with the Devil : Power, Gender, and Madness in Heavy Metal Music, Wesleyan University Press, 31 août 1993, 272 p. (ISBN 978-0-8195-6260-9, lire en ligne), p. 10-12
13. ↑  (en) Ian Peddie, The Resisting Muse : Popular Music and Social Protest, Ashgate Publishing Limited, 28 mars 2006, 252 p. (ISBN 978-0-7546-5114-7, lire en ligne), p. 39-46.
14. ↑  (en) Jonathan Miller, Stripped : Depeche Mode, Londres, Omnibus Press, 30 juillet 2008, 552 p. (ISBN 978-1-84772-444-1), p. 21.
15. ↑  (en) Dave Rimmer, New Romantics : The Look, Omnibus Press, 15 septembre 2003, 128 p. (ISBN 978-0-7119-9396-9).
16. 1 2 3 4 5  (en) Simon Reynolds, Rip It Up and Start Again Postpunk 1978-1984, Faber and Faber, 2 février 2006, 608 p. (ISBN 978-0-571-21570-6), p. 340, 342-343.
17. ↑  (en) Matt Haig, Brand Royalty : How the World's Top 100 Brands Thrive & Survive, Kogan Page Publishers, 3 octobre 2006, 336 p. (ISBN 978-0-7494-4826-4, lire en ligne), p. 54.
18. ↑  (en) Roy Shuker, Popular music : the key concepts, Routlege, 25 août 2005, 344 p. (ISBN 978-0-415-34769-3, lire en ligne), p. 128.
19. ↑  (en) Steve Taylor, A to X of Alternative Music, Continuum International Publishing Group Ltd, 30 juin 2006, 308 p. (ISBN 978-0-8264-8217-4, lire en ligne), p. 154-155.
20. ↑  (en) Bill Osgerby, Youth Media, Routledge, 30 septembre 2004, 320 p. (ISBN 978-0-415-23808-3), p. 92-96.
21. ↑  (en) John Harris, Britpop! : Cool Britannia and the Spectacular Demise of English Rock, Da Capo Press, 22 septembre 2004, 464 p. (ISBN 978-0-306-81367-2), p. 369-370.
22. ↑  (en) Stuart Borthwick et Ron Moy, Popular Music Genres : an Introduction, Edinburgh University Press, 1er octobre 2004, 256 p. (ISBN 978-0-7486-1745-6), p. 369-370.
23. ↑  (en) Martin Roach, This is it- : the first biography of the Strokes, Omnibus Press, 15 mai 2002, 464 p. (ISBN 978-0-306-81367-2), p. 42, 45
24. 1 2  (en) Simon Emmerson, Living Electronic Music, Aldershot/Burlington, Vt., Ashgate, 10 juillet 2007, 214 p. (ISBN 978-0-7546-5548-0, lire en ligne), p. 80-81.

### Autres sources
1. ↑  (en) « Mersey Beat - the founders' story », sur triumphpc.com.
2. ↑  (en) « 'Dreamers' star Freddie Garrity dies », Daily Telegraph,‎ 20 mai 2006 (lire en ligne).
3. ↑  The Beatles: The First U.S. Visit.
4. 1 2 3  (en) « When the Beatles hit America CNN 10 February 2004 », sur cnn.com.
5. ↑  (en) « UK acts disappear from US charts BBC 23 April 2002 », sur bbc.co.uk
6. 1 2  (en) « Encyclopædia Britannica Article », sur britannica.com.
7. ↑  (en) « Head Sounds », sur britannica.com.
8. 1 2 3  (en) « Prog-Rock/Art Rock », sur allmusic.com.
9. ↑  (en) « Glam Rock », sur encarta.msn.com.
10. 1 2 3  (en) « "Glam rock" », sur allmusic.com.
11. ↑  (en) « Pub Rock », NME,‎ 29 octobre 1977 (lire en ligne).
12. ↑  (en) Felix von Havoc, « grijndcore », Maximum Rock'n'Roll, no 198,‎ 20 juin 2008 (lire en ligne).
13. ↑  (en) Barney Hoskyns, « Richard Hell: King Punk Remembers the [   ] Generation », Rock's Backpages,‎ mars 2002.
14. ↑  (en) « Shine On, The Lights Of The Bowery: The Blank Generation Revisited », Hot Press,‎ 12 juillet 2012.
15. 1 2  (en) « British punk », sur allmusic.com
16. ↑  (en) « New wave », sur allmusic.com.
17. ↑  (en) « Post punk », sur allmusic.com.
18. ↑  (en) « The Man Who Dies Every Day: Ultravox », sur allmusic.com
19. ↑  (en) « Synth pop », sur allmusic.com.
20. ↑  (en) « SR13 - Chapter outline » [PDF], sur us.oup.com
21. ↑  (en) « UK acts disappear from US charts », sur news.bbc.co.uk.
22. ↑  (en) « British alternative rock », sur allmusic.com.
23. ↑  (en) « Genre – Madchester », sur allmusic.com.
24. ↑  (en) « Dream pop », sur allmusic.com.
25. ↑  (en) « Shoegaze », sur allmusic.com.
26. 1 2  (en) Nitsuh Abebe, « A Life Less Lived », Pitchfork,‎ 24 janvier 2007 (lire en ligne).
27. 1 2  (en) « Post rock », sur allmusic.com
28. ↑  (en) « Indie pop », sur allmusic.com.
29. ↑  (en) « British Trad Rock », sur allmusic.com.
30. ↑  (en) « Roll over Britpop ... it's the rebirth of art rock », The Guardian,‎ 14 février 2004 (lire en ligne)
31. ↑  (en) « You Gotta Go There to Come Back, Stereophonics », sur allmusic.com.
32. 1 2  (en) « Travis », sur allmusic.com.
33. ↑  (en) « Stereophonics », sur allmusic.com.
34. ↑  (en) « Coldplay », sur allmusic.com.
35. ↑  (en) « The British are coming », Billboard, no 117,‎ 9 avril 2005, p. 13.
36. 1 2 3  (en) « Rousing rave from the grave », The Observer,‎ 5 octobre 2006 (lire en ligne)
37. ↑  (en) « Here We Glo Again », Times Online,‎ 12 novembre 2006 (lire en ligne).
38. ↑  (en) « New Rave? Old Rubbish », The Guardian,‎ 13 octobre 2006 (lire en ligne).
39. ↑  (en) « Music: Rave On, Just Don't Call It 'New Rave' », The Guardian,‎ 5 janvier 2007 (lire en ligne).
40. ↑  (en) « The future's bright... », The Guardian,‎ 3 février 2007 (lire en ligne).